# Ignatij Kazakov
Ignatij Nikolajevitj Kazakov (ryska: Игнатий Николаевич Казаков), född 1891 i Guvernementet Bessarabien, död 15 mars 1938 i Kommunarka, Moskva, var en sovjetisk läkare och vetenskapsman. Han var chef för Statens forskningsinstitut för metabolism och endokrina störningar.

## Biografi
Kazakov behandlade många högt uppsatta bolsjevikiska politiker. Han utvecklade lyseringsmetoden i syfte att föryngra kroppen. 
I samband med den stora terrorn greps Kazakov i december 1937 och åtalades vid den tredje och sista Moskvarättegången (emellanåt kallad rättegången mot höger- och trotskistblocket); enligt åtalet skulle Kazakov ha varit delaktig i mordet på Vjatjeslav Menzjinskij. Kazakov dömdes till döden och avrättades genom arkebusering.
Ignatij Kazakov blev rehabiliterad år 1988.